# Île Prince Rudolf
L'île Prince Rudolf (en russe : Остров Рудольфа, ostrov Rudolfa) est une île de la terre François-Joseph.

## Géographie
D'une superficie de 297 km² et l'île la plus septentrionale de l'archipel, elle est entièrement recouverte par une calotte glaciaire et est très proche des glaces permanentes de l'océan Arctique. Son point culminant mesure 461 m d'altitude.

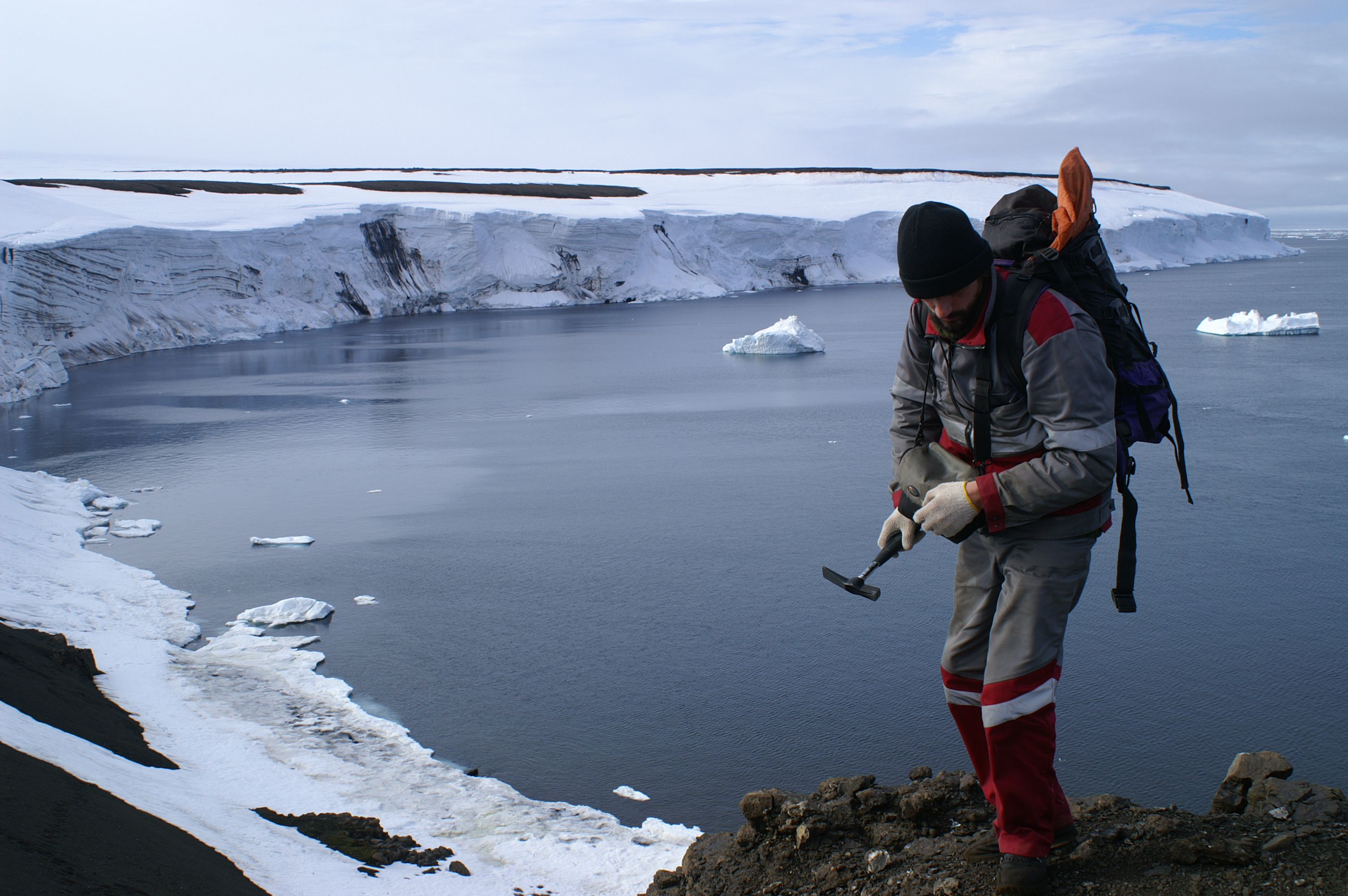
Étude géologique sur l'île Prince Rudolf

Le cap Fligely, situé à la pointe nord de l'île, est le cap le plus septentrional de la Russie et de l'Eurasie.

## Histoire

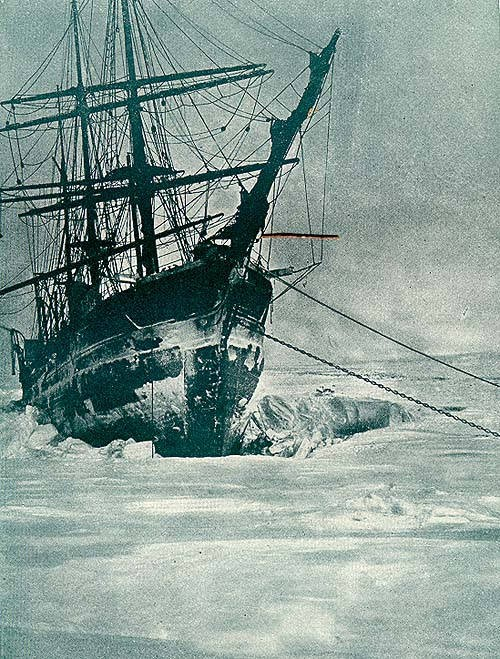
Navire d'Anthony Fiala pris par les glaces, en baie de Teplitz en 1904

Découverte par Julius von Payer et Karl Weyprecht en 1873, elle a été nommée en l'honneur de Rodolphe d'Autriche.
En raison de sa position, elle fut un point important de transit des voyages au Pôle Nord. Lors de la seconde année polaire internationale, une station météorologique y fut installée, ce qui en faisait la station la plus septentrionale du monde. La baie Teplitz était le point de départ des navires en direction du pôle. En 1899-1900, l'expédition du duc des Abruzzes et d'Umberto Cagni s'y établit ainsi que celle d'Anthony Fiala en 1903-1905.

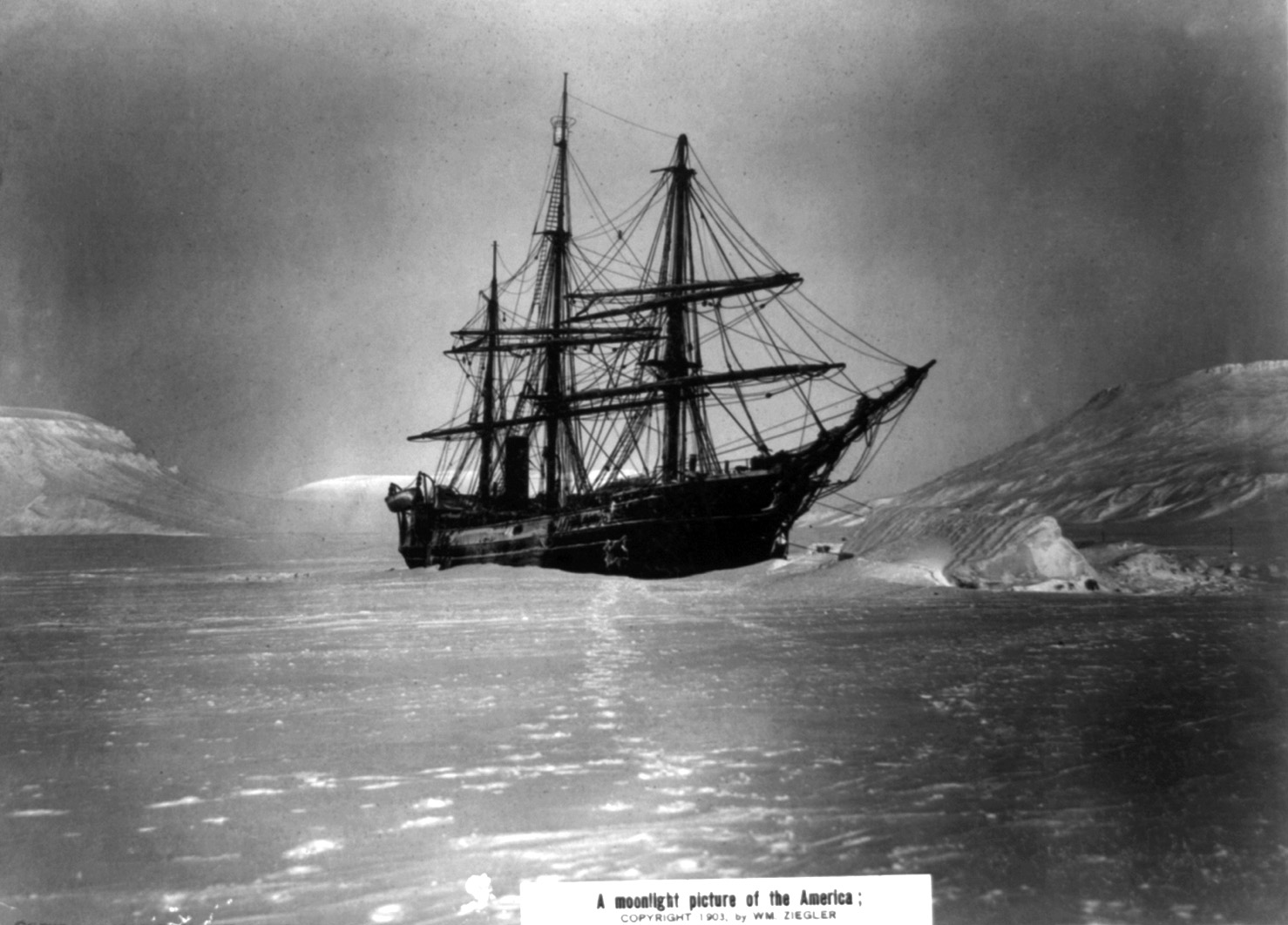
L'America en baie de Teplitz

À l'été 1936, une petite piste d’atterrissage y est construite pour servir la Station dérivante.